# اومه‌تسوکه
اومِه‌تسوکه (به ژاپنی: 大目付) یا سومِه‌تسومه یا دایکان‌ساتسو، به مقام ارشد مه‌تسوکه یا شخص بلند مقام سانسورکنندگان در شوگون‌سالاری توکوگاوا گفته می‌شود. مِتسوکه‌ها مقام های باکوفو (شوگون‌سالاری) بودند که تا حدی پایین‌تر از مقام بوگیو قرار داشتند. آنها مأمور بررسی موارد سوءمدیریت، فساد یا نارضایتی در هر نقطه از ژاپن بودند. به ویژه در میان مردمی که در منطقه تحت تسلط یک دایمیو زندگی می‌کردند.
مقام اومِه‌تسوکه در سال ۱۶۳۲ ایجاد شد و چهار نفر از جمله یاگیو مونه‌نوری و اینواوئه ماساشیگه به این مقام رسیدند.

## بررسی اجمالی
اومه‌تسوکه یک مقام دولتی در دوره ادو بود که تحت فرمان روجو (Roju) که معمولاً به معنای ارشد (Elder) ترجمه می‌شود، قرار می‌گرفت و دومین مقام عالی رتبه رسمی دولتی در دولت ادو باکوفو  بود. اومتسوکه‌ها سانسورچی و بازرس کل بودند که وظیفه جمع‌آوری اطلاعات، نظارت بر نخبگان ملت، به ویژه اربابان فئودال دایمیو، اعضای کوگه (خانواده‌های اشرافی ممتاز و برجسته) و اعضای دربار امپراتوری را بر عهده داشتند تا از شوگون‌سالاری (باکوفو) در برابر شورش و مخالفت محافظت کنند و اطمینان حاصل کنند که این افراد عالی رتبه وظایف خود را به طور شایسته و مناسب انجام می‌دهند و از فساد مصون می‌مانند.

## در فرهنگ عامه
اینواوئه ماساشیگه به عنوان یک اومِه‌تسوکه در فیلم سکوت (فیلم ۲۰۱۶) به عنوان آزاردهنده مسیحیان ژاپنی (مسیحیان پنهان) به تصویر کشیده شده‌است.